# シマイシガニ
シマイシガニ（縞石蟹、学名: Charybdis feriata）は、エビ目カニ下目ワタリガニ科に分類されるカニ。肉が美味で、食用にされる。

## 名称
地方名としてトラガニ（虎蟹。静岡県、大分県、宮崎県など）、ゴトウガニ（鹿児島県）、キリストガニ（沖縄県）などがある。ガザミなどとの混称でワタリガニと呼ばれることもある。
中国語では標準名の「銹斑蟳」の他に、「斑紋蟳」があり、地方名に「花蟹」、「花蟳」、「花斑蟳」、「花紅蟹」、「花蓋蟹」、「紅蟹」、「十字蟳」、「十字蟹」、「藍白蟹」、「石蟳仔」、「火燒公」、「花蠘仔」などがある。これらの内、「蟳」や「蠘」の字はワタリガニ類を意味する。
英語では、cross crab, cross-marked crab, Christ crab などの俗称がある。インドネシア語では rajungan karang と呼ばれる。

## 特徴

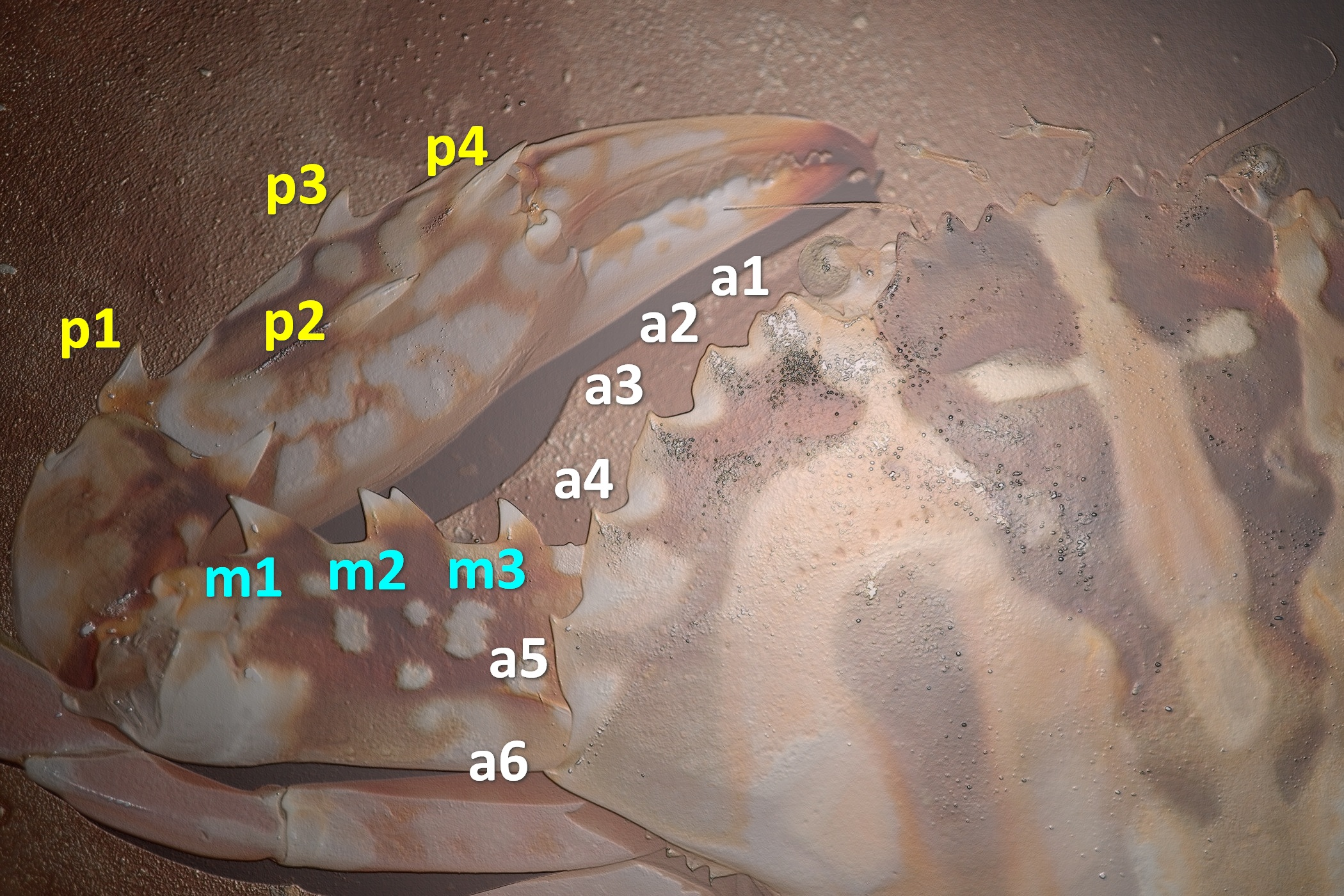
棘の位置と数。a：甲羅前縁の棘、 m：鋏脚長節の棘、p：鋏脚腕節(p2)と前節の棘

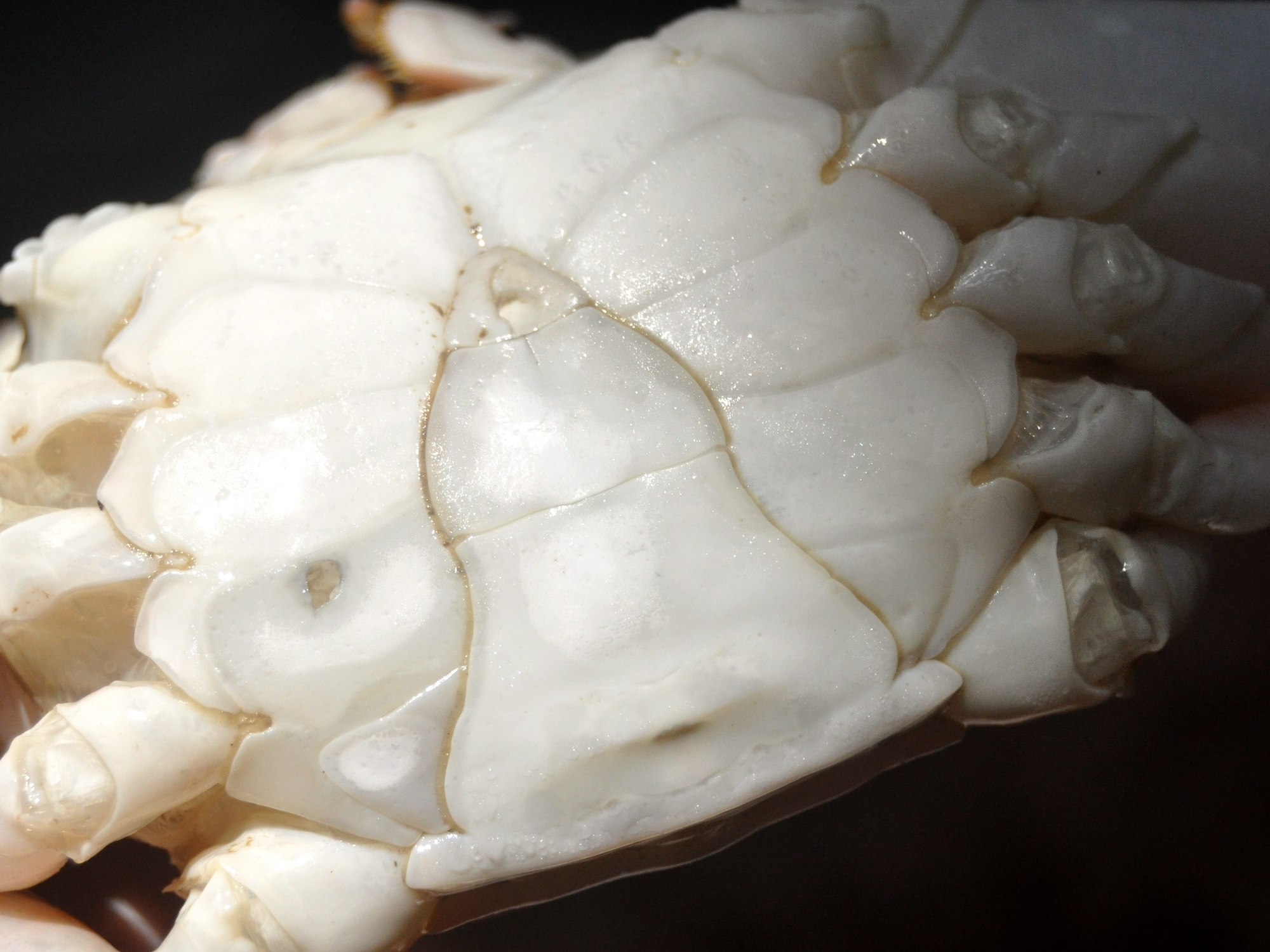
オスの腹

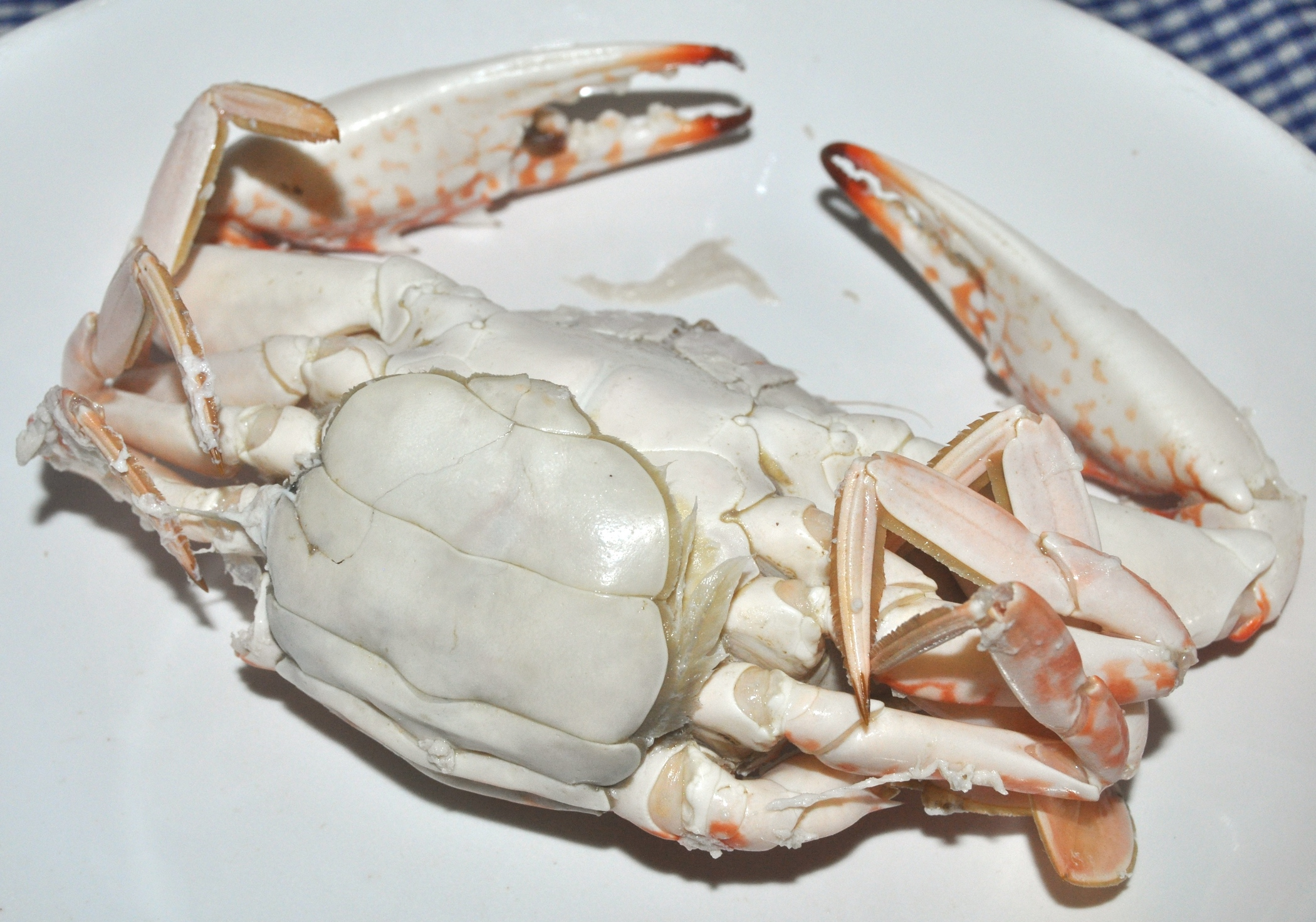
メスの腹（未抱卵）

甲幅は11-15cmほどで、甲幅が20cmを超える大型の個体もいる。甲羅は六角形で、ガザミほど横に長くない。甲羅の前縁に左右各6つの棘（とげ）があり、太くがっちりした鋏脚の長節、腕節、前節にも棘がある。第2脚から第4脚は歩脚、第5脚は遊泳脚になっており、海中をすばやく泳ぐことができる。
体色にはやや個体差もあるが、薄い紅色から褐色で、甲羅と鋏脚に黒から藍色または暗褐色の複雑な縞模様がある。他の脚には黄色から白の斑点模様がある。甲羅の中央に十字架状の紅い地色の部分がある。このため、キリストガニや中国語の「十字蟹」という地方名がある。成長段階では縞模様は鮮明ではない。黒から藍色または暗褐色の部分は、茹でたり蒸したりすると鮮やかな朱色に変わる。

## 分布
日本の相模湾以南、中国周辺の黄海、東シナ海、南シナ海、東南アジア、オーストラリア、インド洋、タンザニア、マダガスカルなどアフリカ大陸東海岸、南部アフリカまでの、水深10-50m程度の浅い砂泥質の海や河口の潮間帯に分布する。香港を含む広東省では珍重され、南シナ海や台湾周辺で漁獲や養殖が盛んに行われている。

## 生態
海藻なども食べるが、食性は肉食性が強く、小魚、ゴカイ類、貝類など、いろいろな小動物を捕食する。石の陰や砂に隠れ、餌を待つ。敵に襲われた時には鋏脚を大きく振り上げて威嚇するが、鋏脚や歩脚を掴まれた時には自切して逃げる。
性質は荒く、鋏で相手を挟むと放してくれず、大怪我をする怖れがある。養殖ではバキュロウイルス科の白点病ウイルス (white spot baculovirus) による被害が報告されている。

## 利用

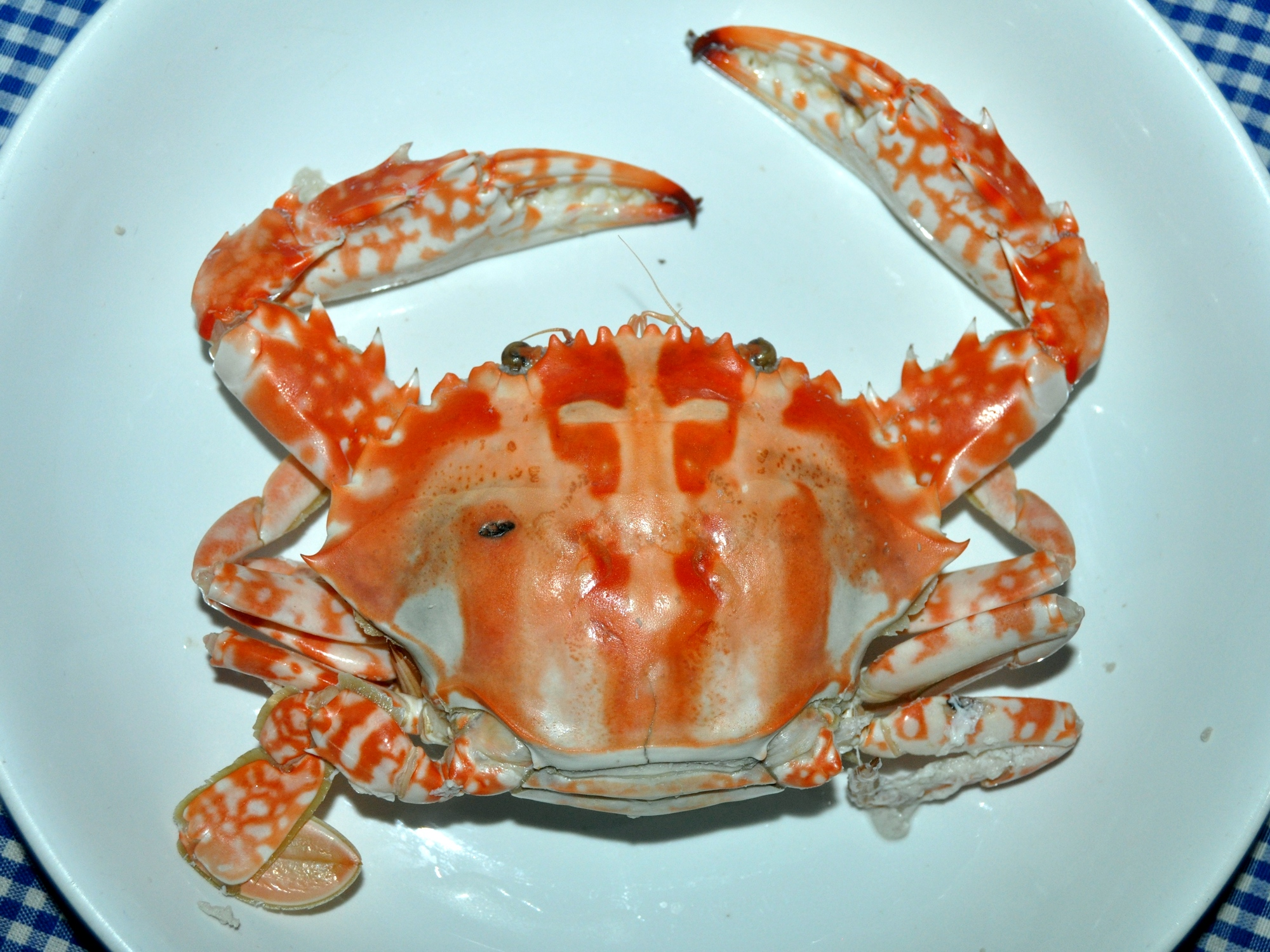
ゆでたメスのシマイシガニ

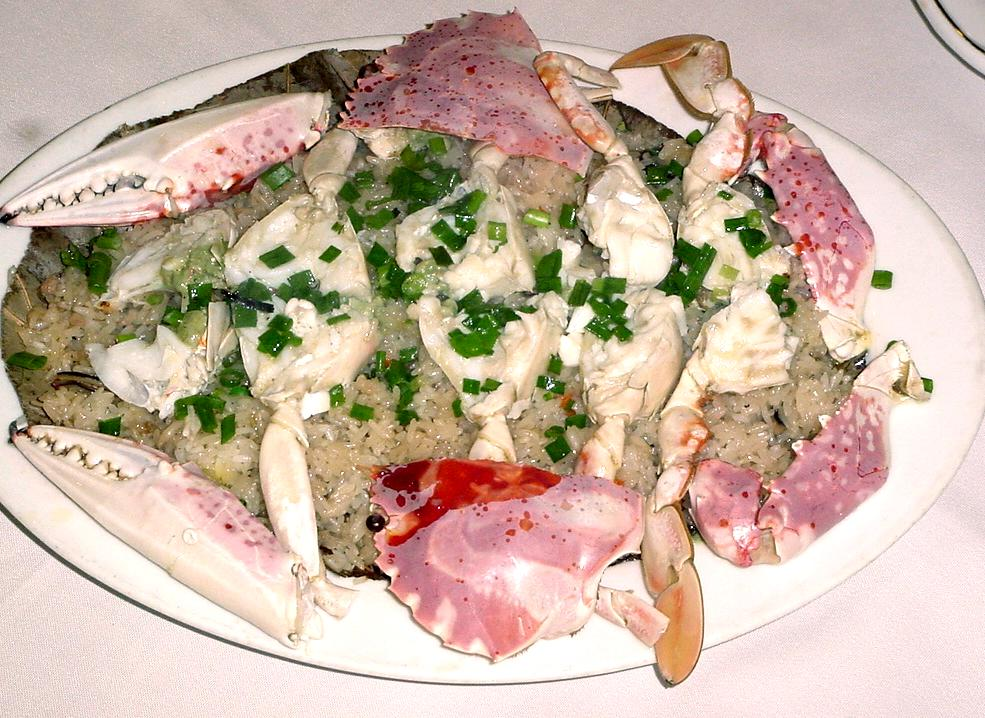
福建料理のシマイシガニのおこわ

特に肉がガザミなどより美味として食用とされる。旬は冬から春である。静岡県や宮崎県では珍重され、高価である。中国広東省、福建省、香港、台湾などでも、美味な食材として扱われる。養殖はまだできない。香港等の高級店では1杯数千円の料理となることもある。甲羅の中のみそ（中腸腺）はノコギリガザミなどのようには美味しくないので、主に肉を食べる。
甲羅は簡単に剥がせるが、はさみなどは噛み割ろうとしてもなかなか割れないため、包丁で切ったり、小槌で叩き割ったりして出されることが多い。調理前に殻を割る店もあるが、旨みが逃げるのでよくない。
欧米のキリスト教徒からは、甲羅に十字架模様があるため、食用とすることは敬遠されている。

## 文化
- 香港では、2002年に発行されたカラフルな紫色の10香港ドル紙幣を俗に「花蟹」と呼ぶ。古い緑色の10香港ドル札をノコギリガザミを意味する「青蟹」と俗に呼んでいたことと、全体の模様のイメージの類似による。